# Schizothecium squamulosum
Schizothecium squamulosum är en svampart som först beskrevs av P. Crouan & H. Crouan, och fick sitt nu gällande namn av N. Lundq. 1972. Schizothecium squamulosum ingår i släktet Schizothecium och familjen Lasiosphaeriaceae.  Arten är reproducerande i Sverige. Inga underarter finns listade i Catalogue of Life.